# Huayan, Jiulongpo
Huayan (kinesiska: 华岩) är en köping i sydvästra Kina. Den ligger i stadsdistriktet Jiulongpo i storstadsområdet Chongqing, omkring 17 kilometer sydväst om det centrala stadsdistriktet Yuzhong. Antalet invånare är 46677. Befolkningen består av 20 850 kvinnor och 25 827 män. Barn under 15 år utgör 10,0 %, vuxna 15-64 år 83 %, och äldre över 65 år 5,0 %.